# Trembita

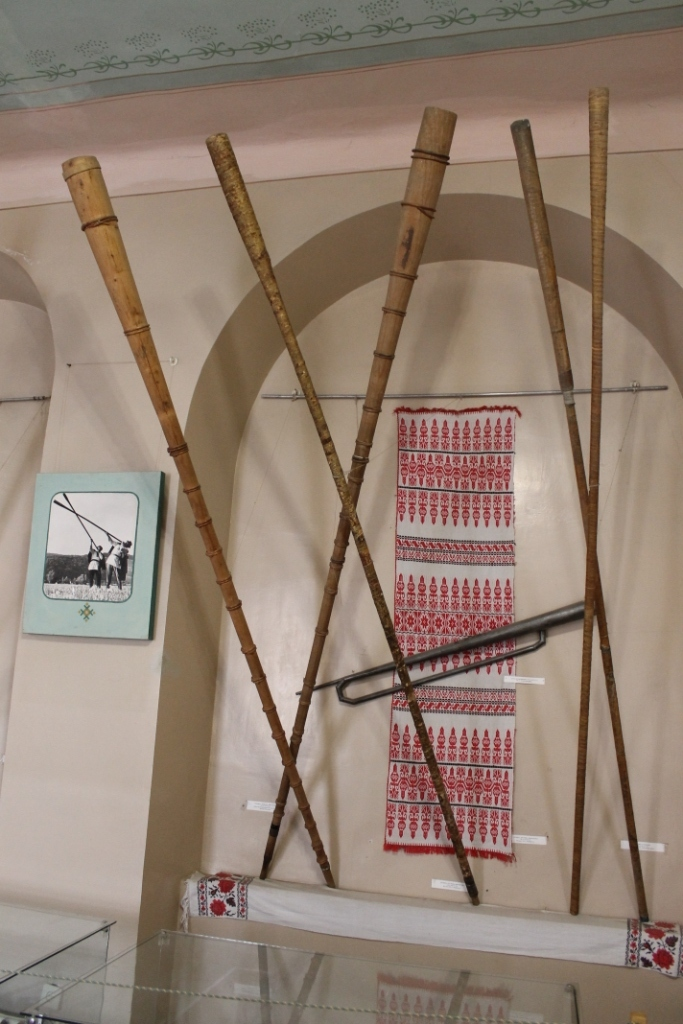
Трембіта en ucraniano, Trembita en idioma español, Museo de Instrumentos Musicales Folk, en Úzhgorod, Ucrania.

La trembita (en ucraniano: Трембіта; plural: Trembity) o trompeta de los Cárpatos es un instrumento de viento habitual entre el pueblo montañés ucraniano de los hutsules. También es conocido en otro grupo étnico, los gorales, y en varios países de Europa Oriental, como Polonia, Rumanía y Eslovaquia.
Se le incluye dentro de la familia de los cuernos alpinos.

## Etimología
El nombre proviene del húngaro trombita, que guarda relación con el italiano Tromba y su diminutivo Trombetta.

## Historia
La trembita tiene un sonido que se escucha a 10 kilómetros a la redonda.
Se utilizaba originalmente como señal de alarma (de que se aproximaba el enemigo), advertencia, o como una especie de faro sonoro para cazadores o leñadores perdidos. Como alarma de incendio o del ataque de un oso. 
También existen registros que se utilizaba, desde hace siglos, para dar instrucciones a los animales de pastoreo a que guiaran al ganado. 
Se utilizaba también como una forma de reloj público; los Hutsules se percataron que a cierta hora del día su sombra era más corta, lo que indicaba la hora de comer (el sol en su zenith); para alertar a toda la aldea de este evento, el encargado se apostaba en alguna montaña clave y estaba pendiente de esta situación, la que anunciaba tocando la trembita, para que todos supieran que era la hora de almorzar. 
Una situación similar sucedía para anunciar el amanecer o atardecer.
En el pasado solamente se utilizaba con estos fines, pues para bailar y como instrumento musical armónico, se interpretaba la gaita. 
Hoy en día anuncia la celebración de una gran boda, o la muerte de alguno de los residentes de la montaña (junto con un elaborado ritual funerario, rebosante de simbolismo).

## Estructura
Consiste en un tubo cónico de madera de dos a tres metros de longitud (incluso 5 en algunos lugares) con un diámetro interno de 5 cm, fabricado con madera de abedul , arce o pino. De preferencia de un árbol derribado por un rayo. 
Los árboles ideales a utilizar como material tienen 120 a 150 años de edad, y su madera es muy dura, resistencia a vientos fuertes y al sol, y se cree que uno partido a la mitad por un rayo, tiene mejores propiedades musicales, pues esto no podría ser hecho por un hombre (partirlo a la mitad de un golpe).
Se corta longitudinalmente el trozo de madera por todo el largo, y se talla su interior con un cuchillo en forma de U, dejando únicamente una capa externa; luego se unen los dos medios tubos (cónicos) por medio de anillos de abedul. 
Ambas mitades deben ser exactamente iguales, por lo que su fabricación lleva una excesiva dedicación (puede tardar hasta un año), y luego la colocación de los aros, que deben presionar perfectamente para unir ambas mitades sin afectar su balance.
La boquilla también se fabrica de abedul o sicomoro, que tiene un sabor dulce, por lo que es un placer llevársela a la boca para soplar a través de ella.
Originalmente se utilizaban cuernos de animales, que incluso llegaron a tener agujeros para poder emitir varios tonos; pero eventualmente se presentó la oportunidad de crear un instrument más estilizado, que podía generar un sonido más profundo, expandible más fácilmente por toda la región montañosa. Estos cuernos (curvos, a diferencia de la trembita, que es totalmente recta), se conocen como Rij (Ріг), en ucraniano, es decir, cuerno.

## Rango Armónico

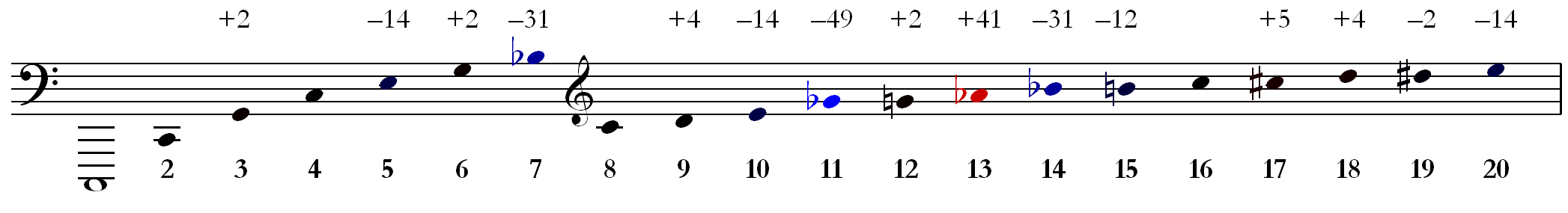
Rango Armónico Natural

Su rango armónico es muy variable; al no tener agujeros laterales que controlen las tonalidades, éstas dependen totalmente del largo del instrumento, del diámetro eficiente interno, y de la relación entre ellos, y en manos de un compositor o arreglista musical experto, se puede crear un sabor pastoral con varias trembitas sonando en armonía.
Este instrumento de viento sigue la serie armónica musical.

## Actualidad

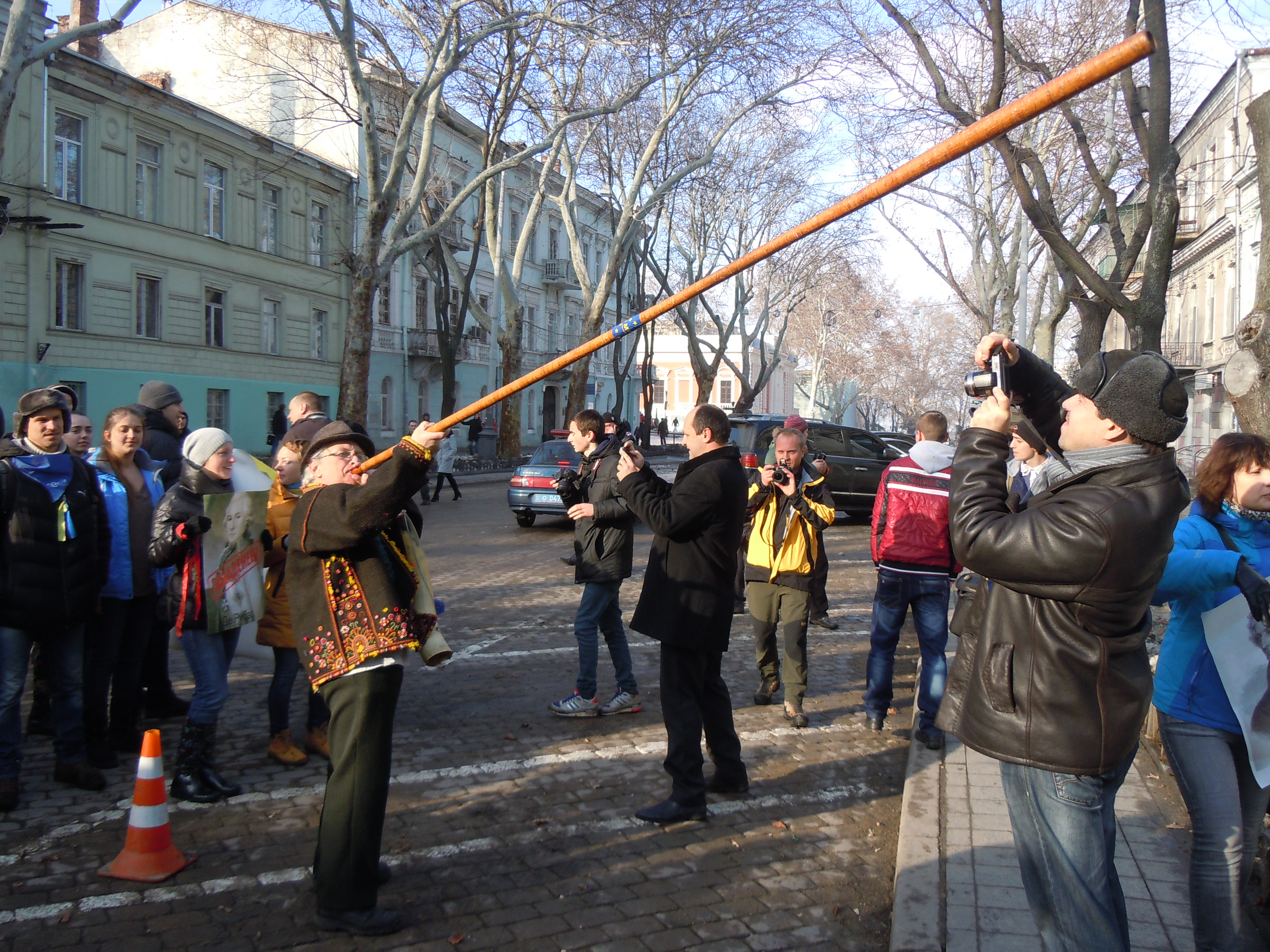
Western people march, Odessa 39

La trembita ha encontrado un lugar muy importante dentro de la Música folcórica ucraniana, y la utilizan en la actualidad varios grupos musicales, como un instrumento episódico especial, así como orquestas folclóricas.
- Por ejemplo, en el Festival Eurovision de 2004, la cantante ganadora, Ruslana Lyschytschko, utilizó la trembita durante su interpretación de Danzas salvajes, en la que se ejecutan danzas Hutsules coreografiadas. (de hecho, esta canción permaneció en el primer lugar durante 10 semanas en Ucrania, Bélgica y Grecia, # 8 en Suecia y #47 en el Reino Unido)

- La banda ucraniana Electro Folk, de nombre Onuka (Онука en ucraniano, que significa nieta) la utiliza también en ocasiones.

- Está siendo muy utilizada últimamente para interpretar música navideña.

- La Trumbeta es otro instrumento, no hutsul, también ucraniano, no tan conocido.

- El coro benemérito de Ucrania, Trembita fue fundado en Lviv en 1950.

## Galería

La mejor trembita se obtiene de la madera de un árbol al que le pegó un rayo.
Hutsulka Ksenya (Tango Ucraniano)
Trembita.